# Rifugio Guglielmo Jervis
Il rifugio Guglielmo Jervis è un rifugio situato nel comune di Ceresole Reale (TO), in Valle Orco, nelle Alpi Graie, a 2.250 m s.l.m.

## Storia
La struttura del rifugio era in origine una casermetta dell'esercito, realizzata in appoggio alle truppe nella zona di frontiera con la Francia. Dopo la guerra, la caserma fu data in gestione alla sezione CAI di Ivrea, che provvide a riadattarla. Il rifugio fu inaugurato il 21 luglio 1946.

## Caratteristiche e informazioni
Si trova al Pian del Nel, una località ai piedi delle Levanne. È una costruzione in muratura in pietrame, a due piani. Offre servizio bar, ristorante e alberghetto.
Il rifugio è dedicato a Guglielmo Jervis, ingegnere, accademico del CAI e vicepresidente della sezione di Ivrea del CAI, che fu fucilato dalle SS a Villar Pellice il 5 agosto 1944.
Recentemente, nell'ambito del progetto WiPie della Regione Piemonte, il rifugio è stato dotato di connessione internet ad alta velocità. Dal 2008 è disponibile online una webcam che mostra la conca di Pian del Nel.
Costituisce un'ottima base di partenza per escursioni nel gruppo delle Levanne. Possiede inoltre un accesso abbastanza agevole dal fondo valle.

## Accessi
L'accesso avviene da Ceresole Reale, partendo dalla borgata Villa (1.586 m) con il sentiero 530 oppure dalla borgata Chiapili di Sotto (1.667 m) con il sentiero 531. In entrambi i casi il tempo di escursione è di circa 2 ore.

## Ascensioni
- Levanna Centrale - 3.619 m
- Levanna Occidentale - 3.593 m
- Levannetta - 3.439 m
- Cima delle Fasce - 2.860 m

## Traversate
- Rifugio Vittorio Raffaele Leonesi - 2.909 m
- Rifugio Paolo Daviso - 2.280 m